# Второе морское сражение у мыса Финистерре
Второе морское сражение у мыса Финистерре (англ. Second Battle of Cape Finisterre, франц. Seconde bataille du cap Finisterre) произошло 25 октября 1747 года во время войны за австрийское наследство между британским флотом и французской эскадрой, использовавшейся для охраны конвоев.
Французам, несмотря на британскую военно-морскую мощь, приходилось поддерживать связь со своими владениями в Америке и Ост-Индии для снабжения. Однако возможности французского флота по охране конвоев были весьма ограничены. Это уже произошло, когда в первом морском сражении у мыса Финистерре не удалось провести конвои мимо британцев в Канаду и Ост-Индию. Вместо этого все корабли военного сопровождения попали в руки британцев.
6 октября того же года конвой из 250 торговых судов отправился в Вест-Индию. Их защищали восемь французских линейных кораблей и фрегат. Военными кораблями командовал Анри-Франсуа де Эрбье, маркиз де л’Эстендюер.
Как и перед первым морским сражением, приготовления французов не остались незамеченными. Уже 20 августа 1747 года британский флот из четырнадцати линейных кораблей и нескольких фрегатов под командованием адмирала Эдварда Хоука вышел, чтобы перехватить конвой. Французы ожидали, что британский флот может встретить их у мыса Финистерре. Поэтому французский командующий направил корабли через Бискайский залив с целью пройти как можно дальше от мыса.
Однако конвой заметили британские корабли, которые передали информацию флоту. 25 октября оба флота встретились примерно в 270 морских милях к северу от мыса. Торговые суда смогли уйти при постоянном ветре. Французские боевые корабли построились в кильватерную линию. Подобно адмиралу Ансону в первом сражении, Хоук, ввиду собственного превосходства, отказался от боевой линии и приказал начать общую охоту на вражеские корабли. Британские корабли атаковали противника самостоятельно, по усмотрению своих командиров. Бой длился семь часов. После этого шесть французских линейных кораблей оказались в руках англичан. Только флагманский корабль Тоннан и Интрепид смогли уйти в Брест. Но англичане также понесли большие потери, многие корабли были повреждены, и преследовать торговые суда стало невозможно.
После того, как Хоук сообщил о сражении британским военно-морским силам в Вест-Индии, в этих водах было захвачено более тридцати французских торговых судов. Остальные сбежали. После битвы Хоук был награжден Орденом Бани.
Потери среди моряков сильно ослабила французский флот. Оба сражения показали, что французы больше не способны охранять большие конвои. Это стало одной из причин гибели французской колониальной империи.